# ستيفن مور
ستيفن مور (بالإنجليزية: Stephen Moore)‏ هو ممثل بريطاني، ولد في 11 ديسمبر 1937 في المملكة المتحدة.

## ترشيحات
- جائزة توني لأفضل ممثل في مسرحية [الإنجليزية]‏ (1983)

## وصلات خارجية
- ستيفن مور على موقع IMDb (الإنجليزية)
- ستيفن مور على موقع روتن توميتوز (الإنجليزية)
- ستيفن مور على موقع ألو سيني (الفرنسية)
- ستيفن مور على موقع ميوزك برينز (الإنجليزية)
- ستيفن مور على موقع أول موفي (الإنجليزية)
- ستيفن مور على موقع قاعدة بيانات برودواي على الإنترنت (الإنجليزية)
- ستيفن مور على موقع قاعدة بيانات الأفلام السويدية (السويدية)
- ستيفن مور على موقع إن إن دي بي (الإنجليزية)
- ستيفن مور على موقع ديسكوغز (الإنجليزية)
- ستيفن مور على موقع قاعدة بيانات الفيلم (الإنجليزية)